# Mieronice (gmina Małogoszcz)
Mieronice – wieś sołecka w Polsce, położona w województwie świętokrzyskim, w powiecie jędrzejowskim, w gminie Małogoszcz.
W latach 1975–1998 miejscowość należała administracyjnie do województwa kieleckiego.

## Integralne części wsi
| SIMC    | Nazwa   | Rodzaj    |
| ------- | ------- | --------- |
| 0249395 | Bugaj   | osada     |
| 0249403 | Górka   | część wsi |
| 0249410 | Polesie | część wsi |

## Zabytki
Park z połowy XIX w., wpisany do rejestru zabytków nieruchomych (nr rej.: A.115 z 5.12.1957 i z 18.06.1977).

## Znani ludzie urodzeni w miejscowości
- Kajetan Kielisiński (1808– 1849) w – polski grafik i rysownik, bibliotekarz.